# Mujskij Gigant
Mujskij Gigant (ros. Муйский Гигант) – szczyt górski w azjatyckiej części Rosji (Buriacja), najwyższy szczyt Gór Południowomujskich; wysokość 3067 m n.p.m.
Współrzędne geograficzne 55°59′N 114°26′E/55,983333 114,433333. Jeden z najpóźniej zbadanych szczytów Rosji, niegdyś nazywał się Pik Spartak; gdy w 1978 roku stwierdzono, że ma ponad 3000 m n.p.m. zmieniono nazwę na obecną; pierwsze udokumentowane wejście w 1993 r.